# Айкело
Айкело (нім. Eickeloh) — громада в Німеччині, розташована в землі Нижня Саксонія. Входить до складу району Гайдекрайс. Складова частина об'єднання громад Альден.
Площа — 13,20 км2. Населення становить 794 ос. (станом на 31 грудня 2021).